# Знаменита места од великог значаја у Србији
Списак знаменитих места од великог значаја на територији Републике Србије:
| НКД   | Слика | Назив                                                | Oпштина      | Насељено место и адреса |
| ----- | ----- | ---------------------------------------------------- | ------------ | ----------------------- |
| ЗМ 1  |       | Споменик и гробље ослободилаца Београда 1806. године | Врачар       | Београд                 |
| ЗМ 2  |       | Бојчинска шума                                       | Земун        | Прогар                  |
| ЗМ 5  |       | Шанчеви из Првог српског устанка на Иванковцу        | Ћуприја      | Иванковац               |
| ЗМ 8  |       | Шанчеви из I српског устанка                         | Алексинац    | Делиград                |
| ЗМ 20 |       | Слободиште                                           | Крушевац     | Крушевац                |
| ЗМ 21 |       | Радовањски луг                                       | Радовање     | Велика Плана            |
| ЗМ 22 |       | Спомен парк Чачалица                                 | Пожаревац    | Пожаревац               |
| ЗМ 29 |       | Бивша зграда Хотела Мило                             | Бечеј        | Бечеј                   |
| ЗМ 30 |       | Споменик на Кеју                                     | Нови Сад     | Нови Сад                |
| ЗМ 31 |       | Гроб Бранка Радичевића на Стражилову                 | С. Карловци  | Сремски Карловци        |
| ЗМ 32 |       | Партизанска база Центар                              | Врбас        | Врбас                   |
| ЗМ 33 |       | Зграда бившег логора                                 | Зрењанин     | Зрењанин                |
| ЗМ 34 |       | Црна Ћуприја                                         | Жабаљ        | Жабаљ                   |
| ЗМ 35 |       | Место Батинске битке                                 | Сомбор       | Бездан                  |
| ЗМ 36 |       | Поље Легет                                           | С. Митровица | Шашинци                 |
| ЗМ 37 |       | Спомен-гробље у Сремској Митровици                   | С. Митровица | Сремска Митровица       |
| ЗМ 38 |       | Надгробни споменик Филипу Вишњићу                    | Шид          | Вишњићево               |
| ЗМ 40 |       | Бранковина                                           | Ваљево       | Бранковина              |